# 蚕庄镇
蚕庄镇，是中华人民共和国山東省烟台市招远市下辖的一个乡镇级行政单位。

## 行政区划
蚕庄镇下辖以下地区：
前庄子村、蚕庄村、蚕庄邵家村、东沟村、西原家村、拉格庄村、老翅张家村、林家村、西沟村、魏家沟村、金河李家村、丁家村、柳杭村、谚后村、西山王家村、灵山蒋家村、陆家村、坡石山村、南孙家村、囫囵河村、牟家村、路格庄村、洼子村、李格庄村、东曲城村、西曲城村、马埠陈家村、马埠胡家村、马埠徐家村、马埠王家村、灵山盛家村、大韩家村、灵山冯家村、河北刘家村、西崔家村、诸流隋家村、大诸流村、小诸流村、许家村、宋家庄子村、诸流庞家村、诸流王家村、前孙家村、后孙家村、童家村、王家沟子村、卧龙杨家村、山后杨家村、河东王家村、河西王家村、山后侯家村、山后付家村、山后白家村、山后冯家村、香沟村、荆王家村、塔山黄家村、小河宋家村、塔山原家村和小河刘家村。

## 人口
2010年中国第六次人口普查时，蚕庄镇共有人口29086人。共有家庭11947户，平均每户2.37人。14岁以下的少年儿童共2757人，占总人口9.478%；15-64岁人口共21356人，占总人口73.42%；65岁及以上的老年人共4973人，占总人口的17.09%。男性共计14355人，占总人口49.35%；女性共计14731，占总人口50.64%。本地居住的人口中，拥有本地户籍的人口为26431人，占90.87%。